# Jennifer Freyd
Jennifer Joy Freyd (Providence, Rhode Island, 16 de octubre de 1957) es una psicóloga, investigadora, autora, educadora y oradora estadounidense. Freyd es una académica ampliamente publicada y conocida por sus teorías sobre el trauma por traición, el tipo de manipulación DARVO, la traición institucional y el coraje institucional.
Freyd es la fundadora y presidenta del Center for Institutional Courage (Centro de Coraje Institucional).También es Profesora eméritade Psicología en la Universidad de Oregón, Profesora adjunta de Psiquiatría y Ciencias de la Conducta en la Facultad de Medicina,  Miembro de la facultad del Instituto Clayman para la Investigación de Género,  Facultad afiliada, Laboratorio de Liderazgo de Mujeres, Universidad de Stanford  e investigadora principal del Laboratorio de Dinámica Freyd.
Freyd es miembro del Comité Asesor, 2019-2023, de la Acción Colaborativa para la Prevención del Acoso Sexual en la Educación Superior, Academias Nacionales de Ciencias, Ingeniería y Medicina. Es miembro de la Asociación Estadounidense de Psicología, la Sociedad Estadounidense de Psicología y la Asociación Estadounidense para el Avance de la Ciencia. Desde 2005, Freyd ha sido editora del Journal of Trauma &amp; Dissociation.
También es líder del Programa de Perspectivas Interdisciplinarias sobre Violencia Sexual en el Centro de Estudios Avanzados en Ciencias de la Conducta de la Universidad de Stanford. 

## Carrera
Freyd fue profesora asistente en la Universidad de Cornell de 1983 a 1987, hasta que fue contratada de titular y permanencia como profesora asociada de Psicología en la Universidad de Oregón en 1987. En 1992 fue ascendida a profesora titular en la Universidad de Oregón.
Freyd presentó en 2017 una denuncia contra la Universidad de Oregón por la brecha salarial —de más de dieciocho mil dólares con respecto a sus colegas varones—durante sus años de trabajo y violar la Ley de Igualdad Salarial, la Cláusula de Igualdad de Protección y el Título IX. Grupos de mujeres y de derechos civiles han colaborado en escritos amicus curiae, incluidos Equal Rights Advocates, el Proyecto de Derechos de las Mujeres de la ACLU, el Centro Nacional de Derecho de la Mujer y la Asociación Estadounidense de Profesores Universitarios. El caso fue conocido por el Tribunal de Apelaciones del Noveno Circuito que falló a favor de Freyd en 2021.  

### Investigación y teoría
Freyd ha investigado y escrito extensamente sobre el abuso sexual y la memoria. El descubrimiento empírico inicial de Freyd sobre el impulso representacional  la llevó a explorar más a fondo la relación entre los recuerdos traumáticos y el elemento de traición humana de alguien de quien se depende. Freyd introdujo los siguientes conceptos originales en la literatura sobre trauma: trauma por traición, DARVO, traición institucional y coraje institucional.
El trauma de traición es un tipo de trauma perpetrado por alguien cercano a la víctima de quien es dependiente para su propia supervivencia, como un padre, una pareja, un maestro.
DARVO es un acrónimo utilizado para describir una estrategia común de abuso para deslegitimar las acusaciones de una víctima.   Significa: Negar (Deny) que la agresión haya ocurrido, Atacar (Attack) a la credibilidad de la víctima; Invierte (Reverse) la relación entre Víctima (victim) y agresor (ofender) donde el agresor alega ser la verdadera víctima.
La traición institucional se refiere a "las malas acciones perpetradas por una institución contra personas que dependen de esa institución, incluida la falta de prevención o respuesta de apoyo a las agresiones por parte de individuos —como las agresiones sexuales— cometidas dentro del contexto de la institución"  Es una extensión y parte del trauma de traición y la estrategia DARVO. Freyd y Carly P. Smith documentaron el daño psicológico causado por la traición institucional en un estudio de 2013,y recientemente en 2024, donde también se argumenta que el campo de psicología es una institución que hace oídos sordos a la traición. 
Freyd introdujo el término coraje institucional en 2014, que se define como el compromiso con la acción moral para proteger aquellos de los que depende la institución, que sería la acción para eliminar la traición institucional.
En un artículo de septiembre de 2019 en el Journal of Trauma & Dissociation, Freyd y Smidt enfatizan el valor de la educación para las organizaciones que están dando pasos hacia el coraje institucional. Hacen una distinción entre formación, que denota "cumplimiento y un proceso basado en reglas", y educación que "está asociada con la comprensión compleja, el pensamiento crítico y la adquisición de conocimientos basados en la investigación empírica y desarrollo de teorías". Incluye también la educación respecto a la violencia sexual. 
A principios de 2019, Freyd anunció una nueva iniciativa de investigación para promover el estudio del coraje institucional. Freyd describió su agenda de investigación actual sobre la traición y el coraje institucionales  y su intención de crear una organización sin fines de lucro, The Center for Institutional Courage, en un episodio de diciembre de 2019 del podcast Human Centered.  A principios de 2020, Freyd y sus colegas incorporaron el Centro para Coraje Institucional, dedicada a la investigación científica, la educación de amplio alcance y la acción basada en datos que promueve el coraje institucional. En 2021, esa institución financió 15 proyectos de investigación sobre los temas de coraje institucional, traición institucional y DARVO.
Freyd fue invitada a la Casa Blanca en 2014 para reunirse con asesores de la Casa Blanca sobre violencia contra las mujeres, así como con la senadora de Nueva York Kirsten Gillibrand, para discutir cómo su investigación y activismo se relaciona con la violencia sexual en el campus. En junio de 2017, Freyd fue invitada nuevamente a hablar en una reunión de las Academias Nacionales de Ciencias, Ingeniería y Medicina, donde presentó sobre la traición institucional y el acoso sexual en el mundo académico.
La investigación de Freyd sobre la violencia sexual y la traición institucional se ha vuelto más prominente con la creciente conciencia social sobre la prevalencia del acoso y la agresión sexual. Un ejemplo de esto es el movimiento MeToo. La actriz y activista política Ashley Judd hizo referencia a DARVO en una entrevista con Diane Sawyer en 2017, en una conversación sobre las acusaciones de abuso sexual de Harvey Weinstein. 
Los estudios y activismo de Freyd se han centrado en garantizar que las supervivientes no pierdan la voz en el proceso de denuncia de violencia sexual, por ejemplo, a través de revelar su información privada o exponerlas a mayor victimización.  Freyd ha propuesto diez pasos mediante los cuales las instituciones y universidades pueden avanzar hacia el coraje institucional, como alentar la denuncia de irregularidades y evaluaciones anónimas. El Chronicle of Higher Education ha cubierto el debate en curso en la Universidad de Oregón  y la Asociación de Universidades Americanas (AAU). Docenas de científicos han criticado el estudio climático del campus propuesto por la AAU, con Freyd como un actor clave en el debate científico.  
Freyd argumentó que las instituciones académicas deberían adoptar el término "emérit" de género neutral, en lugar de "emeritus" y "emérita".  A principios de 2022, tanto la Universidad de Oregón como la Universidad Estatal de Oregón están considerando eliminar los títulos de género en favor de "emérit" o una alternativa similar de género neutro.

## Vida personal
Freyd estuvo casada con John Quincy Johnson III, desde 1984 hasta el fallecimiento de John. Juntos tienen tres hijos.
Alrededor de 1990, Freyd había descubierto recuerdos de su padre, el profesor de matemáticas Peter J. Freyd, abusando de ella durante su infancia. Sus padres, Pamela y Peter Freyd, cuestionaron las acusaciones de agresión sexual de Jennifer, y en 1992 cofundaron la Fundación de Síndrome de Falsa Memoria, que ha sido descrita como un "grupo de defensa [...] para personas que afirman haber sido acusadas injustamente" de abuso físico y sexual".   Tres años después de creada la fundación, contaba con más de 7.500 miembros.  La fundación fue disuelta el 31 de diciembre de 2019 porque "ya no era necesaria".
Jennifer Freyd rompió lazos con sus padres y reveló su historia personal y en cómo se usó una fundación de formas hostil y personal contra ella, en una conferencia en Míchigan llamada "Personal and Theoretical Perspectives on the Delayed Memory Debate", que detalla en su libro Blind to Betrayal.

## Publicaciones Seleccionadas

### Libros
- Freyd, J. J. (1996). Betrayal Trauma: The Logic of Forgetting Childhood Abuse. Harvard University Press, Cambridge, MA. ISBN 978-0-674-06805-6..
- Freyd, J. J.; Anne P. DePrince (2001). Trauma and cognitive science: a meeting of minds, science, and human experience. Haworth Press. ISBN 978-0-7890-1374-3.
- Freyd, J. J.; Pamela J. Birrell (2013). Blind to Betrayal: Why we fool ourselves we aren't being fooled. Somerset, New Jersey: Wiley. ISBN 9780470604403.

### Capítulos en libros
- Freyd, J. J.; Quina, K. (2000), «Feminist ethics in the practice of science: The contested memory controversy as an example»,  en Brabeck, ed., Practicing Feminist Ethics in Psychology, Washington, D.C: American Psychological Association, pp. 101-124, ISBN 978-1-55798-623-8.
- Freyd, J. J. (2002), «Memory and dimensions of trauma: Terror may be 'all-too-well remembered' and betrayal buried»,  en Conte, ed., Critical Issues in Child Sexual Abuse: Historical, Legal, and Psychological Perspectives, Thousand Oaks, California: SAGE Publications, pp. 139-173, ISBN 978-0761909125.

### Artículos
- Freyd, J. J. (1994). «Betrayal trauma: Traumatic amnesia as an adaptive response to childhood abuse». Ethics & Behavior 4 (4): 307-329. doi:10.1207/s15327019eb0404_1. Pdf.
- Freyd, J. J. (1997). «Violations of power, adaptive blindness, and betrayal trauma theory». Feminism and Psychology 7: 22-32. doi:10.1177/0959353597071004. Pdf.
- Freyd, J. J. (1998). «Science in the memory debate». Ethics & Behavior 8 (2): 101-113. doi:10.1207/s15327019eb0802_1. Pdf.
- Freyd, J. J.; DePrince, A. P.; Zurbriggen, E. L. (2001). «Self-reported memory for abuse depends upon victim-perpetrator relationship.». Journal of Trauma & Dissociation 2 (3): 5-17. doi:10.1300/j229v02n03_02. Pdf.
- Freyd, J. J.; Putnam, F.W.; Lyon, T.D.; Becker-Blease, K.A.; Cheit, R.E.; Siegel, N.B.; Pezdek, K. (2005). «The science of child sexual abuse.». Science 308 (5721): 501. PMID 15845837. doi:10.1126/science.1108066. Pdf.
- Freyd, J. J. (2012). «A plea to university researchers.». Journal of Trauma & Dissociation 13 (5): 497-508. PMID 22989239. doi:10.1080/15299732.2012.708613. Pdf.
- Freyd, J. J. (2013). «Preventing betrayal». Journal of Trauma & Dissociation 14 (5): 495-500. PMID 24060032. doi:10.1080/15299732.2013.824945. Pdf.
- Freyd, J. J. (2015). «Proposal for a National Institute on Sexual Violence». Journal of Trauma & Dissociation 16 (5): 497-499. PMID 26458061. doi:10.1080/15299732.2015.1069170. Pdf.
- Freyd, J. J. (2017). «Attributes, behaviors, or experiences? Lessons from research on trauma regarding gender differences.». Journal of Trauma & Dissociation 18 (5): 645-648. PMID 28816648. doi:10.1080/15299732.2017.1358687. Pdf.